# Medienhype
Der Ausdruck Hype (engl. hype – von hyperbol ‚Hyperbel‘) beschreibt „besonders spektakuläre, mitreißende Werbung, die eine euphorische Begeisterung auslöst“, aber auch eine „aus Gründen der Publicity inszenierte Täuschung“.
Den Medien wird dabei eine entscheidende Rolle zugeschrieben. Der Begriff Medienhype hat meist eine negative Konnotation. Häufig wird die Formulierung „Nur ein Medienhype“ verwendet, um einen Hype in Frage zu stellen, da er außerhalb der Medien nicht bedeutend sei. Ebenfalls medienkritisch ist die Verwendung des Begriffs durch die Rap-Band Public Enemy in dem 1988 veröffentlichten Lied Don’t Believe the Hype: Die Medien werden im Text beschimpft, man solle ihrem Hype nicht glauben.
Zum einen beschreibt Hype ungewöhnlich große Aufmerksamkeit, die zu einem realen Trend führt. Zum anderen wird es als Täuschungsmanöver kritisiert. Als ein Unterscheidungsmerkmal gilt, „was bleibt“ und zu Veränderungen von Verhalten und Gewohnheiten führt, was von einer Subkultur zu einer Mode wird und danach zum Mainstream-Phänomen. Dagegen definiert der Feuilletonist Georg Seeßlen den Hype als eine kapitalistische Kulturtechnik, als „großes Versprechen“ und deutet Hypes als Symptome der Krise auf dem Gebiet der Ökonomie und der Kultur. Er weist auch auf die gesellschaftliche Akzeptanz hin: „In einer Kultur des Hype zu leben, macht offensichtlich immer weniger Menschen etwas aus. Einen Hype zu verpassen, scheint schlimmer, als von einem Hype verarscht zu werden.“

## Beispiele
Einige Ideen, um die ein Hype veranstaltet wird, wurden aus der Managementlehre und im Marketing entwickelt. Sie werden oft über Schneeballsysteme verbreitet. Ebenso wie konkrete Produkte versprechen sie schnellen, leichten Profit oder Gewinn oder ein bestimmtes Lebensgefühl. 
Beispiele für Hypes, die zu breiter Akzeptanz führten, sind in der Wirtschaft Sharing Economy und Augmented Reality. Dagegen gilt Blockchain als Beispiel für einen Hype, der angeblich zum Flop wurde. In der Popkultur werden Pokemon Go und die Power Rangers als Beispiele für nachhaltige Trends genannt. Im Bereich der Medien gelten TikTok, E-Sport und Debatten über Außerirdische als Positivbeispiel. Dagegen wird zum Beispiel Clubhouse ein Mangel an Durchsetzungsfähigkeit attestiert. 
In jüngerer Zeit wird der Begriff Hype auch bei Kritik an bestimmten technologischen Entwicklungen zum Beispiel im Bereich Hyperschallgeschwindigkeit und Künstliche Intelligenz (siehe KI-Winter) verwendet.

## Forschung
Der niederländische Kommunikationsforscher Peter Vasterman behandelte 2005 in einem wissenschaftlichen Artikel die genaue Eingrenzung und Definition des Medienhypes. Demnach sind Selbstgenerierung und Selbsterhaltung wichtige Faktoren. Somit sind die Medien selbst Akteure des Medienhypes, indem es darum geht die Berichterstattung und die Reaktionen darauf in den Fokus einzurücken.
Die Historikerin Gabriele Haug-Moritz erkennt, dass bereits vor 600 Jahren ein Zusammenhang zwischen Medienwandel und der rasanten Veränderung der gesellschaftlichen Verhältnisse bestanden hat. Sie bezeichnet die gesellschaftlichen Kommunikationsprozesse über Krieg und Frieden als „Medien-Hype im 16. Jahrhundert“.
Eine interdisziplinäre Forschergruppe der Universität Paderborn beschäftigte sich mit Moden und Trends im Bereich der Literatur, Kunst, in den Medien und der Populärkultur, um herauszufinden, welchen Regeln Manien und Hypes folgen. Die Literaturwissenschaftlerin Mirna Zeman publizierte 2014 die Untersuchung Häufungen des Kleinen. Zur Struktur von Hypes.